# New age (muziek)
New age is een muziekstijl, die, gelijk aan de new age-beweging in het algemeen aan het begin van de jaren 80 opkwam en als doel heeft de luisteraar door middel van instrumentale en vocale melodieën te laten ontspannen. De nummers, gebaseerd op de zachtere soorten klassieke muziek, jazz en folk, kunnen erg lang duren en hebben meestal een rustige, kalmerende sfeer. New age-muziek gebruikt veelal stijlkenmerken uit de ambient en minimale muziek, zoals geluiden uit de natuur en repetitieve klankstructuren. Ook de niet-Westerse wereldmuziek is een bron waaruit aspecten overgenomen worden als drone, Tibetaanse klankschalen en samples van Chinese en Japanse muziek of de andere Oosterse muzieksoorten als bijvoorbeeld Gamelan of Indiase muziek.

## Invloeden en thema's

### Voorlopers
Van 1968 tot 1973 brachten Duitse muzikanten zoals Holger Czukay, Popol Vuh en Tangerine Dream albums uit met experimentele geluiden en texturen gemaakt met elektronica, synthesizers, akoestische en elektrische instrumenten. Later definieerde Brian Eno de stijlen en patronen van ambient zodanig dat die stijl verder ontwikkeld kon worden door muzikanten zoals Robert Fripp, Jon Hassell, Cusco, Harold Budd, Laraaji, Cluster, Jah Wobble van de late jaren 70 tot nu.

### New age
De solo-optredens van artiesten zoals Keith Jarrett (met name zijn plaat The Köln Concert), Ralph Towner (met name zijn platen Blue Sun en Solo Concert) en Lyle Mays' eerste album werden ook gerekend onder deze muziekstijl, terwijl ze van oorsprong jazzmuzikanten zijn. De akoestische solo- en groep-optredens van de vroege Windham Hill-artiesten zoals Andy Summers, William Ackerman, Alex de Grassi, George Winston en Michael Hedges werden new age genoemd. Dit Amerikaanse label was een van de eerste new age-labels. 
Populaire thema's in de new age zijn ruimte en kosmos; natuur en milieu; gezondheid; harmonie met jezelf en de wereld; dromen; of dromen en reizen van de geest of ziel. G.E.N.E. produceerde een reeks albums die met behulp van muziek plaatsen beschreven zoals de Stille Oceaan en mediterrane eilanden en een speciale cd met opnames van geluiden van verschillende oceanen. De band Software heeft diverse albums gemaakt die het elektronische aspect van muziek benadrukken zoals Chip Meditation, Electronic Universe en Digital Dance. Titels van newageliedjes zijn vaak beschrijvend: voorbeelden zijn 'Principles of Lust' (Enigma), 'Purple Dawn' (Anugama), 'Shepherd Moons' (Enya), 'Straight' a Way To Orion' (Kitaro), 'The Quiet Self' (Gregorian) en 'One Deep Breath' (Bradley Joseph).
Oud Toppop-presentator Ad Visser had in de jaren 80 een prominente rol in de popularisering van het genre in Nederland. Hij produceerde zelf albums en had radioprogramma's die dieper ingingen op het genre. Groepen die deze muziek maken in Nederland zijn o.a.:
Anois, 
Fairydae, 
Kelten zonder Grenzen, 
Omnia.